# Przesłanka ogólna
Przesłanki ogólne – rodzaj przesłanek procesowych. Zalicza się do nich m.in. dopuszczalność drogi sądowej i jurysdykcję krajową.